# 青木一雄 (アナウンサー)
青木 一雄（あおき かずお、1917年〈大正6年〉2月20日 - 2001年〈平成13年〉7月13日）は、元NHKアナウンサー。

## 概要
- 明治大学商学部を卒業後、NHKに入局。
- アナウンス部長を経て、1965年チーフアナウンサー、1967年主管、1970年理事待遇、1975年顧問となる[1]。1978年退職後もNHKの会友としてラジオ「老後をたのしく」を担当。この間、1977年コミュニケーション研究所を設立、代表を務めた。
- NHKにおいて、高橋圭三や宮田輝らと同じく、「芸能番組向けアナウンサー」の先鞭を付けた人物の一人である。
- 趣味は民俗学、旅行。
- NHK会長賞（昭和27年）、和田賞（第3回、昭和30年）。

## 過去の担当番組
- とんち教室（司会 1949年1月3日 - 1968年3月28日）
- ジェスチャー（司会 1953年2月 - 1954年5月）
- 話のトロフィー（司会 1960年）
- うたのおじさん（司会 1960年）
- 老後をたのしく（司会 1965年）
- 話の散歩
- みんなの招待席（総合司会、1968年4月 - 1969年3月）
  - 同番組の1コーナーだった『連想ゲーム』（同番組終了後、単独番組化）の司会進行も担当[2]。
- 信子とおばあちゃん（ナレーション 1969年4月7日 - 1970年4月4日）
- ばらえてい テレビファソラシド（ゲスト 1980年7月3日「アナウンサー特集」）
- 本日も晴天なり（ナレーション 1981年10月5日 - 1982年4月3日）- 第67回に出演。